# Cor Brom
Cornelis "Cor" Brom (27 de agosto de 1932-29 de octubre de 2008) fue un futbolista y entrenador neerlandés. 

## Carrera como jugador
Como jugador, Brom jugó como centrocampista defendiendo las camisetas del Zwarte Schapen, VSV, Limburgia y el Telstar.

## Carrera de entrenador
Después de retirarse como jugador en 1966, Brom entrenó al Vitesse Arnhem de 1969 a 1972, Fortuna SC de 1972 a 1976, Sparta Rotterdam de 1976 a 1978, Ajax de 1978 a 1979, RWD Molenbeek de 1981 a 1982, y el FC Zwolle de 1982 a 1984.
Fue despedido en 1979 por el entonces presidente del Ajax Ton Harmsen, después de que supuestamente aceptara pagos y regalos (un caballo y la carne de un cerdo entero), destinados a los jugadores, de un equipo amateur que jugó contra el Ajax en la pretemporada.

## Muerte
Brom moriría en Ámsterdam el 29 de octubre de 2008 a causa de la enfermedad de Párkinson.